# Stora Bjursjön, Dalarna
Stora Bjursjön är en sjö i Smedjebackens kommun i Dalarna och ingår i Norrströms huvudavrinningsområde. Sjön har en area på 0,423 kvadratkilometer och ligger 216,1 meter över havet.

## Delavrinningsområde
Stora Bjursjön ingår i det delavrinningsområde (665826-148488) som SMHI kallar för Utloppet av Östra Sveten. Medelhöjden är 164 meter över havet och ytan är 19,82 kvadratkilometer. Räknas de 3 avrinningsområdena uppströms in blir den ackumulerade arean 73,11 kvadratkilometer. Hyttån som avvattnar avrinningsområdet har biflödesordning 4, vilket innebär att vattnet flödar genom totalt 4 vattendrag innan det når havet efter 227 kilometer. Avrinningsområdet består mestadels av skog (59 procent), öppen mark (10 procent) och jordbruk (11 procent). Avrinningsområdet har 2,82 kvadratkilometer vattenytor vilket ger det en sjöprocent på 14,2 procent. Bebyggelsen i området täcker en yta av 0,15 kvadratkilometer eller 1 procent av avrinningsområdet.